# アクアフィールド
株式会社アクアフィールドは、日本の企業。所在地は大阪府大阪市中央区。
「価値あるサービスを、伝わるように、伝える」をモットーに株式会社アクアフィールドを設立し、セミナー運営・WEBマーケティングのコンサルティングなどを行い、グループ会社では、お絵かきクリエイターの育成や資格発行・お絵かきムービーの制作を行う。

## 概要
2017年3月17日に設立。
クリエイターズアカデミーの運営を行う。「好きを仕事にして豊かに生きる」をテーマに、お絵かきムービー®の制作やお絵かきクリエーター(R)の資格発行を行う。
グループ会社の「株式会社お絵かきムービー」では、お絵かきムービーの販売をメインに請け負う。
「一般社団法人国際じぶんストーリー協会」では、クリエイターズアカデミーを受講した方のお絵かきクリエーター(R)の資格発行を行ない、協会認定の資格を持ったクリエイターの活動をサポート。

### 事業内容

#### 株式会社アクアフィールド
セミナー運営や集客、WEBマーケティングのコンサルティングなどを行う。

#### 株式会社お絵かきムービー
お絵かきムービー®︎の制作を行う。
お絵かきムービー®︎とは、アメリカの人気YouTuberサム・ペッパーの「Draw My Life」に着想を得て、ピクサーや神話の法則に代表されるストーリーテリングのテクニックを融合させて生まれた、独自の動画手法です。

#### 一般社団法人国際じぶんストーリー協会
お絵かきクリエーター(R)の養成・資格発行を行う。

## 取得済み権利一覧
株式会社アクアフィールドは国内・海外で権利を取得している。

### 日本国内
| 特許 | 名称・日本語                                 | 登録番号        |
|      | 手元作業撮影装置                             | 特許第7470333号 |
| 意匠 | 名称・日本語                                 | 登録番号        |
|      | 撮影室の内装                                 | 意匠第1756399号 |
|      | 撮影室の内装                                 | 意匠第1756400号 |
|      | 撮影室の内装                                 | 意匠第1756401号 |
|      | 撮影ブース                                   | 意匠第1756402号 |
|      | 撮影ブース                                   | 意匠第1756403号 |
|      | 照明取付具                                   | 意匠第1743149号 |
| 商標 | 名称・日本語                                 | 登録番号        |
|      | お絵かきムービー【標準文字】35類             | 商標第6430649号 |
|      | お絵かきムービー【標準文字】41類             | 商標第6819250号 |
|      | お絵かきクリエイター【標準文字】35類         | 商標第6642556号 |
|      | お絵かきムービークリエイター【標準文字】35類 | 商標第6642555号 |
|      | お絵かきクリエーター【標準文字】35類         | 商標第6430650号 |
|      | マンガ集客ページ【標準文字】                 | 商標第6703500号 |
|      | 自伝ＬＰ【標準文字】                         | 商標第6703501号 |

### 海外
| 意匠 | 名称・日本語       | 登録番号          |
| 台湾 | 撮影ボックス       | D230270           |
|      | 撮影ボックス本体   | D230271           |
|      | 照明取付具         | D230165           |
|      | 撮影ボックスセット | D232263           |
|      | 撮影ボックスセット | D232264           |
|      | 撮影ボックスセット | D232265           |
| 中国 | 撮影ブース         | ZL 202330385837.2 |
|      | 照明取付具         | ZL 202330385841.9 |

## 沿革
2017年（平成29年）
- 3月 - 株式会社アクアフィールド設立

2018年（平成30年）
- 12月 - 一般社団法人国際じぶんストーリー協会代表理事就任

2019年（平成31年）
- 3月 - 著作『夢をかなえる自己発見ノート(学研出版)』発表

2021年（令和3年）
- 5月 - 株式会社お絵かきムービー設立

## メディア掲載
2019年6月1日：日刊工業新聞に掲載
2021年4月1日：TOKYO MX 『HISTORY』の取材
- 2021年7月12日（月）・朝9:00〜９:30に放映された地上波番組『HISTORY(TOKYO MX)』に、クリエイターズアカデミー代表理事のハクノブアキが出演。この番組では、『お絵描きムービーの魅力』という観点でインタビューを受け、クリエイターズアカデミーについてや、ハクノブアキの想いを語る。

2021年6月30日：毎日新聞社『週刊エコノミスト』7/6号に掲載
- 1923年（大正12年)創刊の90年以上の歴史をもつ『週刊エコノミスト（毎日新聞社）』の7/6号に、一般社団法人)国際じぶんストーリー協会運営　クリエイターズアカデミーが掲載。エコノミストTVでは、本講座の様子や、代表理事であるハクノブアキ、アカデミー受講生へのインタビューも放送。

2021年8月4日：WEB番組『覚悟の瞬間（カクゴのトキ）』に掲載
- WEB番組『覚悟の瞬間（現：私のカクゴ）』には、ヴァイオリニストの高嶋ちさ子さんや第99代内閣総理大臣/菅義偉総理大臣なども出演した番組に、国際じぶんストーリー協会代表理事であり、クリエイターズ・アカデミーの創始者であるハクノブアキもインタビューを受け、『覚悟の瞬間』や、クリエイターズ・アカデミーへの想いを語る。

2022年3月10日：情報誌『Qualitas(クオリタス)』Vol.16にインタビュー記事が掲載
2023年9月13日：お絵かきムービーが、2023年3月より大阪府HPや大阪メトロ車内ビジョン（期間限定）などで展開
- 大阪府と大阪府民生委員児童委員協議会連合会による民生・児童委員PRのために制作されたお絵かきムービーが、2023年3月より大阪府HPや大阪メトロ車内ビジョン（期間限定）などで展開された。

2023年9月18日：山形テレビ局「TUY」にてお絵かきムービーが放送
- 山形県にある電気設備工事会社からの依頼でCM用に制作されたお絵かきムービーが、山形テレビ局「TUY」にて2023年5月1日から5月31日の期間と2023年8月29日午後７時から1時間の特番内で4回放送。

2024年2月11日：新潟県にある自然派ライフ住宅設計株式会社様からのご依頼で作成されたお絵描きムービーが、2024年2月より新潟県内のTVCMにて放送
- 新潟県にある企業からのご依頼で制作されたお絵描きムービーが、2024年2月より新潟県内のTVCMに登場。